# Воббермин, Георг
Гео́рг Во́ббермин (полное имя: Эрнст Густав Георг), нем. Ernst Gustav Georg Wobbermin (27 октября 1869 года, Штеттин —  15 октября 1943 года, Берлин) — немецкий теолог-либерал, литургик. Религиовед-систематизатор, заведовал кафедрой теологии в Гёттингене.

## Биография
По окончании школы Георг Воббермин продолжил обучение для получения учёной степени по протестантской теологии. Из всего разнообразия богословских специальностей его привлекла систематическая теология — отрасль науки, занимающаяся рациональной систематизацией религий и верований. Получив докторскую степень по этой специальности, он опубликовал ряд трудов. Кафедру систематической теологии в Геттингенском университете он возглавил в 1922 году.
Участвовал в работе Пятого международного конгресса «Свободное христианство и религиозный прогресс».
С молодых лет и до самой смерти Воббермин принадлежал числу крайне националистически настроенной интеллигенции. 11 ноября 1933 года был в числе подписавших «Заявление профессоров немецких университетов и вузов о поддержке Адольфа Гитлера и национал-социалистического государства».
Обсуждая, достанется ли место заведующего теологической кафедрой Берлинского университета Воббермину, который был «скроен из того же коричневого материала, что и новый рейхсканцлер», Карл Барт писал Дитриху Бонхёфферу: «в эпоху рейхсканцлера Гитлера Воббермин непременно займёт кафедру Шлейермахера более подходящим образом, нежели это смог бы я».
В 1939 году Воббермин заявил о своей готовности к сотрудничеству с Институтом по научным исследованиям способов устранения еврейского влияния на немецкую церковную жизнь (город Айзенах). По его высказываниям, в Германии «благодаря Гитлеру проснулось национальное сознание и осведомлённость о вредном влиянии евреев на культуру и общество».
В оценках современной ему религиозной жизни профессор Воббермин был достаточно либерален. Так «основываясь на своих религиозно-философских или, скорее, экзистенциалистских взглядах, он защищал решение синода церквей Прусской унии принять арианские поправки в свой вероисповедальный устав».

## Научные труды
Теологическая концепция Воббермина изложена в трёх последовательно выходивших выпусках (1913, 1922, 1925) «Systematische Theologie nach religionspsychologischer Methode» («Религиозно-психологический метод в систематическом богословии». В своих трудах Воббермин представляет психологически-ориентированное толкование различных религиозных обрядов. В этом направлении он отчасти демонстрирует себя последователем Фридриха Шлейермахера, хотя в большей степени здесь проявляется подход Уильяма Джемса — американского философа и психолога, одного из основателей прагматизма и функционализма, автора "Многообразие религиозного опыта" (1902).
Этот труд американского теологического прагматиста Воббермин перевёл под названием «Die religiöse Erfahrung in ihrer Mannigfaltigkeit: Materialien und Studien zu einer Psychologie und Pathologie des religiösen Lebens» («Религиозный опыт в его разнообразии: материалы и исследования по психологии и патологии религиозной жизни») и издал со своим предисловием. Отмечая, что в книге Джемса «принята во внимание и оценена мистическая сторона религии», Воббермин критически указывал на Шлейермахера и Альбрехта Ричля, которые «в противоположность слишком формальным теоретико-познавательным стремлениям современной теологии придавали большое значение этому иррациональному фактору непосредственных религиозных переживаний».
Перед цитируемым высказыванием теолога о непознаваемости Всевышнего («Любое раскрытие Божественного Присутствия это явление сверхъестественное…» и т.п.) в примечаниях к книге Шмот («Предисловия и примечания к изданию Торы с комментарием Сончино») нацист и антисемит Воббермин назван «выдающимся религиозным философом современности».